# Ormyrus mareebensis
Ormyrus mareebensis är en stekelart som beskrevs av T.C. Narendran 2001. Ormyrus mareebensis ingår i släktet Ormyrus och familjen kägelglanssteklar. Inga underarter finns listade i Catalogue of Life.